# D. H. Wätjen und Co.

Flagge von D. H. Wätjen und Co.

D. H. Wätjen und Co. war die weltweit größte private Segelschiffsreederei.

## Gründung durch Diedrich Heinrich Wätjen (1821)

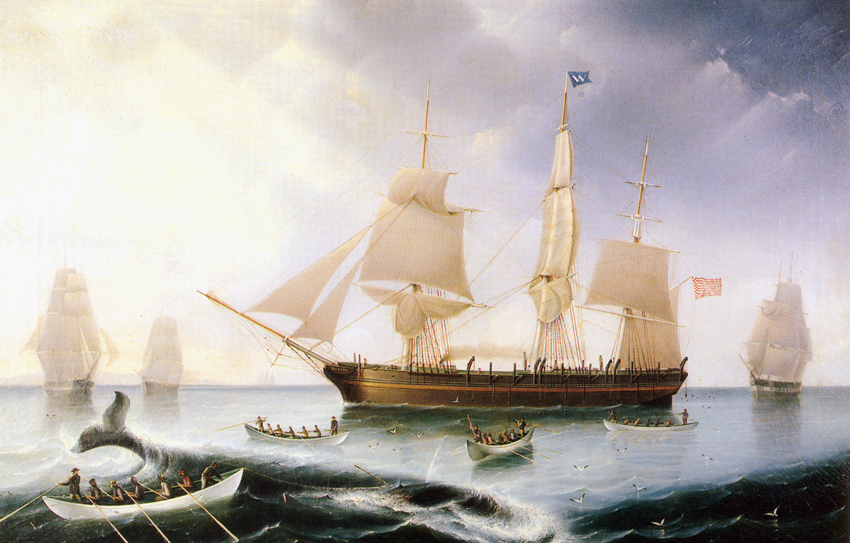
Walfangflotte von D. H. Wätjen und Co. um 1840

Diedrich Heinrich Wätjen (1785–1858), ein Bauernsohn aus Ochtmannien bei Vilsen, war ab 1818 Teilhaber der Firma A. Fr. Schaer & Co., die bald als Schaer & Wätjen, ab 1821 als D. H. Wätjen und ab 1829 als D. H. Wätjen und Co. firmierte. Aus dem Beginn mit einem Segelschiff mit 180 Tonnen Last (1821), mit dem er Tabak, Zucker, Kaffee sowie Wein aus Bordeaux importierte, entwickelte er die Reederei im Laufe der Zeit zu einer wichtigen Bremer Segelschiffsreederei. Mit größeren Segelschiffen für die Atlantiküberquerung (420 Tonnen Last) begann er den Amerikahandel, engagierte sich im Westindiendienst und beim Transport der Auswanderer. Er beteiligte sich beim Walfang und an der Eroberung der indischen, indonesischen und australischen Märkte und Fahrtgebiete. 1837 wählte man ihn zum Bremer Senator; mit Weitblick unterstützte er finanziell die Errichtung eines neuen Hafenbeckens in Bremerhaven und den Bau der Eisenbahnlinie Bremen–Hannover. Er ließ sich 1830 in Blumenthal in einem vom Landschaftsgärtner Isaak Altmann gestalteten Park ein Landhaus errichten.

## Christian Heinrich Wätjen (1858)

C. H. Wätjen (Mitte sitzend, mit Hut auf den Knien) mit Familie, Von links nach rechts stehend: Louis Wätjen, Amalie Klugkist, C. Kraushaar (Stiefkinder aus der dritten Ehe C. H. Wätjens), Everhard Wätjen, Hedwig Wätjen geb. Löbbecke, Heinrich Wätjen, Anna Wätjen geb. Retemeyer, Joseph Hachez, Agnes Matthes geb. Wätjen, Ernst Matthes, Hermann Wätjen. Sitzend: Josepha Wätjen geb. Lüling, Alice Wätjen geb. Heinze, George Wätjen, Henriette Wätjen geb. Knochenhauer, Christian Heinrich Wätjen, Magdalene Hachez geb Wätjen, Ursula Wätjen geb. Dieize, Clara Wätjen geb. Vautier, Carl Wätjen. Bremen-Blumenthal 1885

1858 übernahm Christian Heinrich Wätjen die Reederei von seinem Vater. Inzwischen verfügte die Reederei über 18 Segelschiffe mit insgesamt 14.200 BRT. Nun war man auch in dem Baumwolltransport und in der Petroleumfahrt aktiv. Petroleum wurde ab 1862 zu einem lukrativen Importgut für die Bremer Wirtschaft. Ein Segelschiff beförderte, abhängig von seiner Größe, zwischen 4.000 und 6.000 Barrel. Christian Heinrich Wätjen führte die Reederei zur weltweit größten privaten Segelschiffsreederei, und seine Schiffe waren auf allen Weltmeeren erfolgreich unterwegs. Als Reeder und Unternehmer war er einer der Mitbegründer des Germanischen Lloyd und der AG Weser. In den 1870er Jahren ließ er seine neuen Segler auch als Eisenschiffe bauen, obwohl eiserne Dampfer den Segelschiffen besonders bei den „schnellen“ Ladungen heftige Konkurrenz machten. C. H. Wätjen erweiterte den Landsitz in Blumenthal und ließ die als „Wätjens Schloss“ bekannte Villa bauen.

## Einsatz moderner Schraubendampfer (1882)
Wegen der technischen Verbesserungen der Antriebsanlagen bezüglich der Zuverlässigkeit und der starken Reduzierung des Kohlenverbrauchs ging auch Wätjen zum Einsatz moderner Schraubendampfer über. Von der AG Weser wurden die Asia, Africa und Australia abgeliefert und von H. F. Ulrichs in Bremerhaven die Europa. Diese Schiffe konnten jedoch aufgrund extrem niedriger Frachtraten in den 1890er Jahren nicht kostendeckend betrieben werden und wurden daher 1894 an die Hansa-Linie und Dampfschiffahrtsgesellschaft Argo verkauft.

## Ende der Reederei
1914 verblieben der Reederei nur noch drei Segelschiffe, von denen im Ersten Weltkrieg zwei interniert wurden. Nach dem Krieg wurde der Reedereibetrieb nicht wieder aktiviert.